# Kościół Matki Bożej Różańcowej w Karsinie
Kościół Matki Bożej Różańcowej – rzymskokatolicki kościół parafialny należący do parafii pod tym samym wezwaniem (dekanat Brusy diecezji pelplińskiej).
Jest to świątynia drewniana wzniesiona w latach 1904–1906. Składa się z jednej nawy i posiada konstrukcję słupowo-ramową. Nie jest budowlą orientowaną i ma cechy stylu neogotyckiego. Jej prezbiterium jest mniejsze w stosunku do nawy, zamknięte jest trójbocznie i posiada dwie boczne zakrystie. Wieża jest umieszczona na nawie z przodu i poprzedzona kruchtą. Zwieńcza ją czworoboczny dach hełmowy z latarnią i iglicą. Dach kościoła jest dwukalenicowy i ma małą, czworokątną wieżyczkę na sygnaturkę. Jest ona zakończona daszkiem namiotowym. Wnętrze nakryte jest płaskim stropem. Chór muzyczny jest ozdobiony organami pochodzącymi z drewnianej świątyni w Wielu. Ciekawa polichromia została wykonana przez Antoniego Piotrasa. 
Część wyposażenia znajdowała się wcześniej w rozebranych: świątyni we Wielu i kaplicy w Odrach. Ołtarz główny i konfesjonał reprezentują styl barokowy i powstały na początku XVIII wieku. Ambona i chrzcielnica pochodzą z 1. połowy XIX wieku i noszą cechy stylu klasycystycznego.